# Ha Ji-won
Ha Ji-won (Hangul: 하지원), född Jeon Hae-rim (Hangul: 전해림) den 28 juni 1978 i Seoul, är en sydkoreansk skådespelerska.

## Karriär
Ha Ji-won är en av Sydkoreas främsta skådespelerskor. Hon började sin karriär med biroller i TV-produktioner. År 2002 fick Ha Ji-won sitt genombrott med en huvudroll i skräckfilmen Telefon som gav henne en nominering till bästa skådespelerska vid Blue Dragon Film Awards. Sedan dess har hon medverkat i filmer som Sex is Zero, Reversal of Fortune och 100 Days with Mr. Arrogant. Hon har också spelat i filmen Haeundae (Tidvågen 2009).
Ha Ji-won medverkade 2004 i TV-serien Something Happened in Bali tillsammans med bland andra Zo In-sung och So Ji-sub. För sin insats i rollen som reseledaren Lee Soo-Jeong vann hon en Baek-Sang Award för bästa kvinnliga huvudroll. år 2010 spelade hon Gil Ra Im i fantasydramat Secret Garden med Hyun Bin.
År 2011 medverkade hon i Sector 7, Sydkoreas första 3D IMAX-film, som även slog publikrekord. Ha Ji-won var tillsammans med Kim Hyun Joong konferencier vid 2011 års K-Pop Super-konsert på Gwangalli Beach i Busan, som sändes på SBS den 6 november.
År 2012 spelade hon Kim Hang Ah, en nordkoreansk officersinstruktör för specialstyrkor, i TV-serien The King 2 Hearts och även huvudrollen Hyun Jung-Hwa i filmen As One.

## Filmografi

### Filmer
- Truth Game, Nightmare, Ditto (2000)
- Phone, Sexy Is Zero (2002)
- Reversal of Fortune (2003)
- 100 Days with Mr. Arrogant (2004)
- Love, So Divine (2004)
- All for Love (2005)
- Daddy-Long-Legs (2005)
- Duelist (2005)
- Miracle on 1st Street (2007)
- BA:BO (2008)
- His Last Gift (2008)
- Tidal Wave, Closer to Heaven (2009)
- Sector 7 (2011)[3]
- As One (2012)

### TV-serier
- Adults Don't Know (1996)
- Dragon's Tears (1998)
- Dangerous Lullaby (1999)
- School 2 (1999)
- Secret (2000)
- Life is Beautiful (2001)
- Days in the Sun (2002)
- Damo (2003)
- Something Happened in Bali (2004)
- Fashion 70's (2005)
- Hwang Jini (2006)
- Secret Garden (2010)
- The King 2 Hearts (2012)

### Musikvideo
- "Mother's Diary" (2000)
- "Fast Mover" (2000)
- "Oppa" - Wax (2003)
- "Black and White photos" - KCM
- "Flower" - Lee Soo Young (2005)
- "Tears" - Luey (2001)
- "Love Story" - Rain (2008)

### TV värd
- Midnight TV Entertainment (2002-2003)